# Леса России
Леса России — территории России, покрытые лесной растительностью. Площадь лесов России составляет около 809 млн га (8,09 млн км²), или около 20 % от всех лесов мира (по площади лесов Россия занимает первое место в мире). Леса покрывают 46,6 % территории России и оказывают значительное влияние на формирование её климата. По данным всемирной книги фактов ЦРУ по состоянию на 2018 год леса покрывают 49,4 % территории России и по этому показателю среди всех государств и территорий мира Россия занимает 51 место в мире. Большинство лесов страны занято хвойными породами деревьев. Эксплуатационные леса занимают в России площадь около 598 млн га. По Лесному кодексу имеются также леса, не входящие в лесные земли. Общая площадь лесов в России, включая земли лесного фонда, особо охраняемых территорий, обороны, населенных пунктов и иных категорий, составляет 1 187,6 млн га.
Леса России имеют высокое хозяйственное значение — в первую очередь, в качестве источника древесины, которая служит сырьём для лесной и деревообрабатывающей промышленности, традиционным для страны строительным материалом, а также топливом. Высокое значение имеют и недревесные и пищевые ресурсы российских лесов.

## Природные характеристики
Динамика площадей основных видов деревьев, тыс. га.
| Основные виды деревьев | Год учёта | Год учёта | Год учёта | Год учёта | Год учёта | Год учёта | Год учёта |
| Основные виды деревьев | 1993      | 1998      | 2003      | 2008      | 2013      | 2014      | 2015      |
| Хвойные:               |           |           |           |           |           |           |           |
| Сосна                  | 114 326   | 116 740   | 117 473   | 116 656,1 | 119 906,1 | 119 493,1 | 119 259,7 |
| Ель                    | 75 866,3  | 77 658    | 77 198,4  | 77 363,9  | 77 748,9  | 77 706,9  | 77 742,3  |
| Лиственница            | 263 348   | 265 719   | 264 287   | 275 201,8 | 275 383,2 | 275 320,1 | 274 827,1 |
| Кедр                   | 39 797,6  | 41 033,2  | 40 852    | 38 792,8  | 38 893,8  | 38 882,5  | 38 859,9  |
| Твердолиственные:      |           |           |           |           |           |           |           |
| Дуб высокоствольный    | 3808      | 3719      | 3633,7    | 3623,5    | 3681,4    | 3678,8    | 3704,3    |
| Дуб низкоствольный     | 2971,3    | 3110,3    | 3200      | 2947,2    | 3194      | 3181,5    | 3172,7    |
| Бук                    | 701,3     | 786       | 789,6     | 683,6     | 685,4     | 685,5     | 686,4     |
| Мягколиственные:       |           |           |           |           |           |           |           |
| Береза                 | 87 732,5  | 94 170,5  | 97 950    | 104 010,4 | 117 268,6 | 117 595,2 | 117 722,8 |
| Осина                  | 18 907,9  | 20 035    | 20 573,4  | 21 379,2  | 23 942,3  | 24 042    | 24 105    |

Леса на территории России формируют четыре природные зоны: лесотундра, тайга, смешанные и широколиственные леса, лесостепь. Общая площадь всех российских лесов составляет около 809 млн га, а лесистость территории России составляет 46,4 %. При этом 86 % лесов России составляют бореальные леса. Являясь крупнейшей страной мира по площади и имея на своей территории значительное природно-климатическое разнообразие, Россия располагает столь же значительным разнообразием лесов. По территории страны леса распределены неравномерно, что вызвано разнообразием климатических зон. Леса растут преимущественно на территориях, где средняя температура самого тёплого месяца в году не ниже +10⁰C, а увлажнение умеренное или повышенное. Имеет значение и антропогенный фактор: основными являются уровень хозяйственного освоения территории и площадь вырубок леса — как произошедших много столетий назад при создании сельхозугодий, так и в последние 100—150 лет при развитии лесной промышленности. В России фактор более древнего освоения преобладает в Средней полосе, Поволжье, частично на Северо-Западе.
В среднем лесистость территории России увеличивается с запада на восток, достигая наивысших показателей в Сибири и на Дальнем Востоке. Среди регионов России на данный момент наибольшая лесистость наблюдается в Иркутской области, где она составляет 82,6 % территории (69,4 млн га), а также в отдельных районах Пермского края и Республики Коми, наименьшая — в Калмыкии: 0,2 % (55,4 тыс. га), в отдельных районах Астраханской области и Ставропольского края, в которых преобладает степь, а также в арктических районах Таймыра, севера Якутии и Чукотки, где преобладает тундра. Около 22 % лесов России занимают болота — преимущественно низовые, поскольку верховые реже зарастают лесом.

### Основные лесообразующие породы
Среди лесообразующих пород деревьев в России около 80 % составляют хвойные, что вызвано достаточно холодными климатическими условиями, не очень благоприятными для массового распространения лиственных пород. Более теплолюбивые лиственные породы, за исключением берёзы, образуют леса преимущественно в южных регионах европейской части России — в Черноземье и на Северном Кавказе.

#### Хвойные

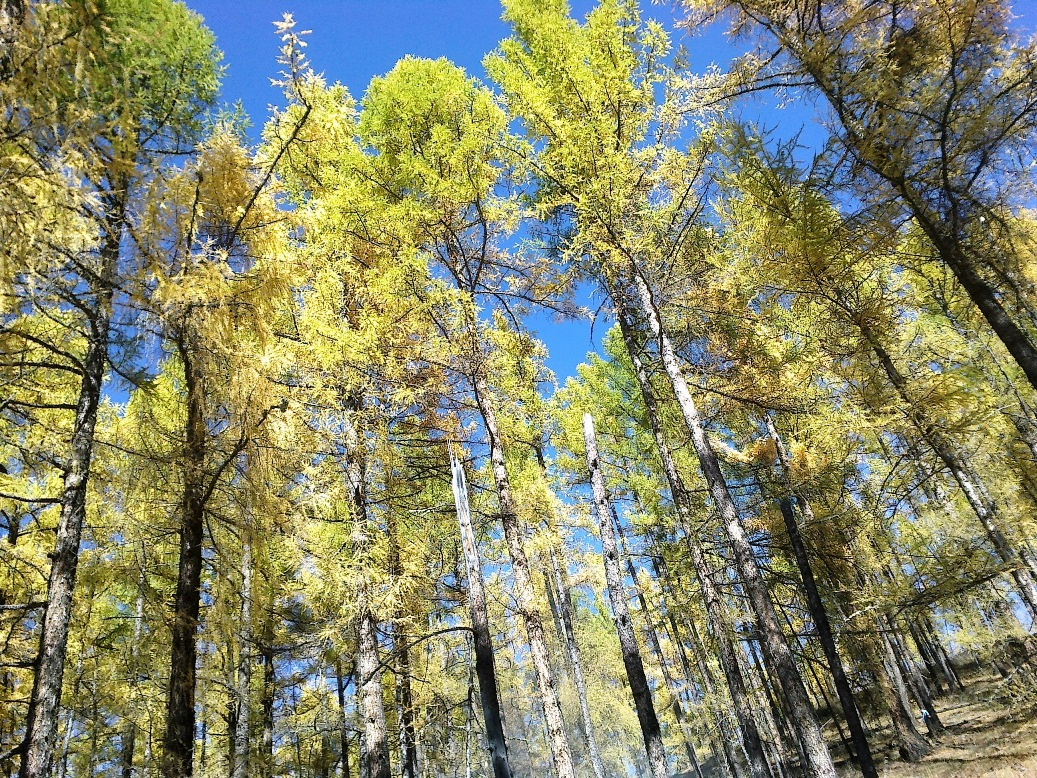
Осенний лиственничный лес в горах Восточных Саян в Бурятии

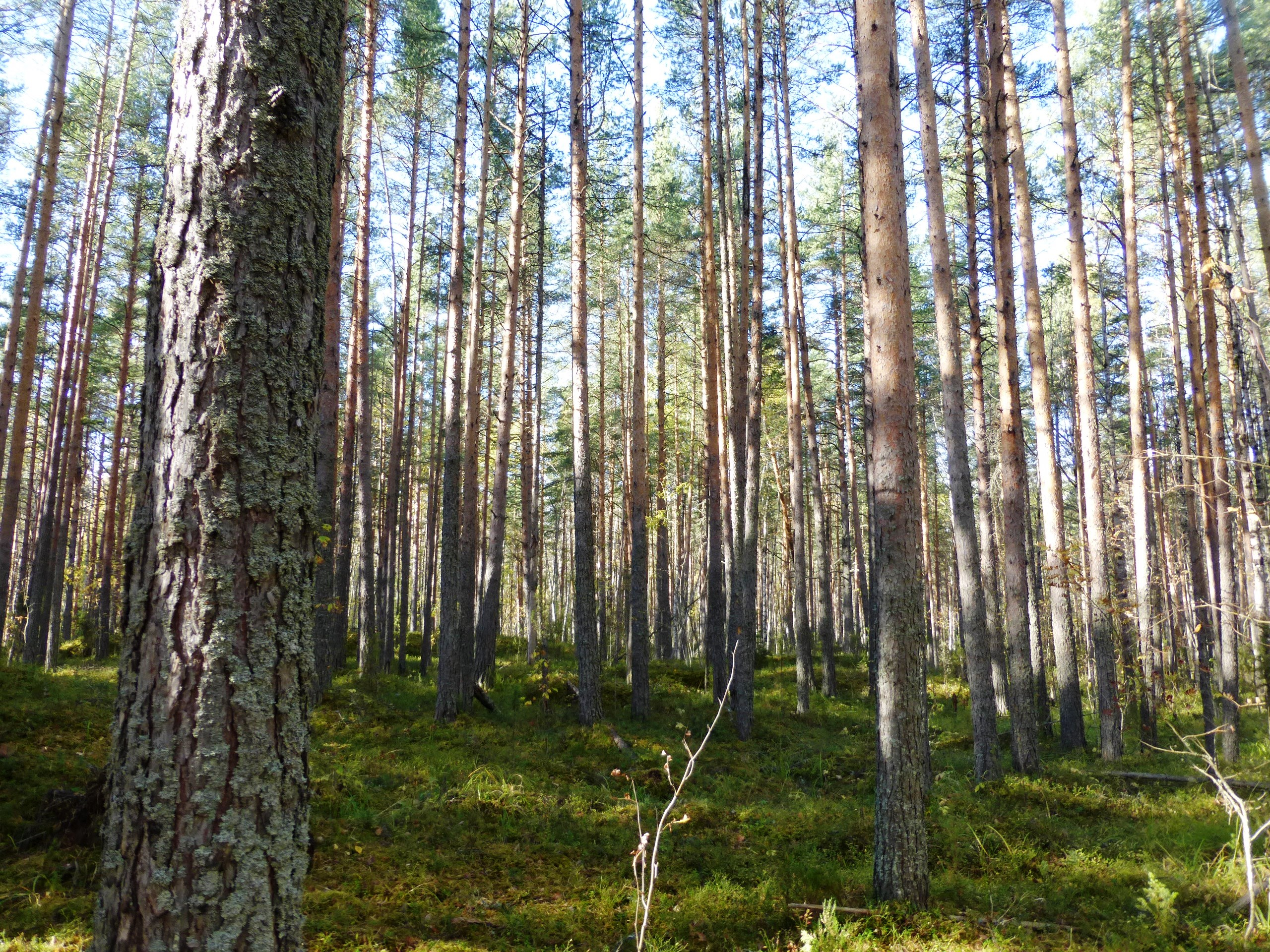
Сосновый лес в Карелии

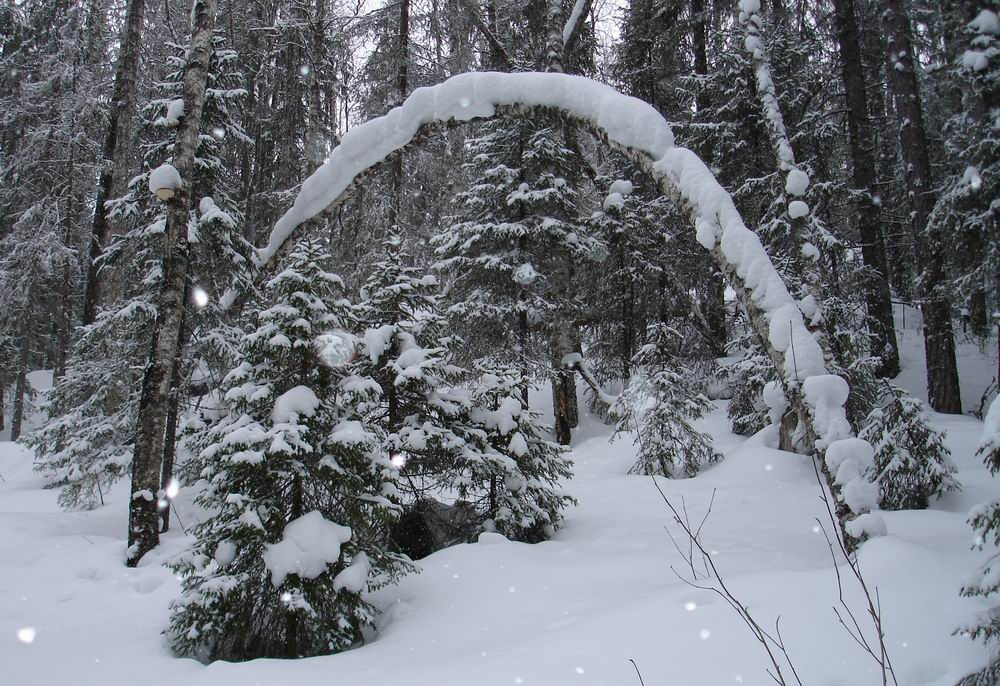
Зимний еловый лес в Архангельской области

В зависимости от лесообразующих пород, хвойные леса России подразделяются на светлохвойные (сосна, лиственница) и темнохвойные (ель, пихта, сибирская сосна).
По занимаемой площади и по запасу древесины первое место среди лесообразующих деревьев России занимает лиственница. Лиственничные леса составляют около 35 % лесов России, покрывая территории с более суровым климатом, в том числе многолетнемёрзлые почвы, так как лиственница является одним из наиболее холодостойких деревьев. Лиственница преобладает в лесах Восточной Сибири и Дальнего Востока, особенно таких регионов, как Якутия, Амурская область, Забайкальский и Хабаровский края, в ряде районов Красноярского края. В Западной Сибири лиственница распространена севернее 55—57⁰ северной широты (Томская область, Ямало-Ненецкий автономный округ), а также в горных районах с высотной поясностью, в европейской части России — в северных и северо-восточных районах Архангельской области, в центре и на западе Республики Коми, на севере Пермского края. В более тёплых регионах вытесняется другими породами. Однако ряд исторических источников свидетельствует о её более широком распространении в прошлом — в частности, о произрастании лиственницы на территории современной Костромской области в XII веке. На территории России произрастают лиственница сибирская, лиственница Гмелина, лиственница Каяндера (даурская), а также менее распространённые, и растущие исключительно на Дальнем Востоке камчатская, ольгинская, курильская и приморская лиственницы.
Второе место среди хвойных лесов России занимают сосновые (сосняки), которые равномерно распределены по всей стране, за исключением Дальнего Востока, где сосну вытесняют лиственница и ель: в европейской части России сосновые леса составляют около 28 %, а в азиатской — около 13 %, однако в Западной Сибири, по причине высокой заболоченности, — около 35 %, и около 37 % в Алтайском крае. Сосняки составляют большинство лесов в таких регионах европейской части страны, как Карелия, Ленинградская, Псковская, Владимирская, Брянская области; в Сибири — в Ханты-Мансийском автономном округе, ряде районов Южного Прибайкалья. Основным видом в сосновых лесах России является сосна обыкновенная, в горных районах Кавказа и Крыма встречаются сосновые леса с преобладанием крымской сосны. Сосновые леса из-за высокой хозяйственной ценности на протяжении многих столетий испытывали сильное антропогенное воздействие. Многие из ныне существующих сосновых лесов сформировались на заброшенных сельскохозяйственных угодьях. Кроме того, недавно сформировавшийся сосновый лес во многих случаях является переходным этапом к замещению сосны елью или широколиственными породами. В России выделяют несколько видов сосновых лесов: зеленомошные, лишайниковые, сфагновые, сфагново-травяные, долгомошные (распространены в основном на севере европейской части), сложные (со значительными примесями лиственных пород, распространены в Центральной России и южных регионах). Также сосны в России образуют ленточные боры, растущие на песчаных древнеаллювиальных отложениях в увлажнённых долинах рек в степной и лесостепной зонах; они распространены в Оренбургской и Новосибирской областях и в Алтайском крае.
Еловые леса (ельники) составляют около 10—12 % лесов России и распространены преимущественно в зоне тайги, в зоне смешанных лесов и лесостепей они редки. Поскольку ель обладает высокой способностью к гибридизации, исследователи расходятся во мнениях относительно количества пород, распространённых на территории России. В качестве основных выделяют европейскую ель, которая распространена в лесах умеренных и южных широт европейской части России; сибирскую, которая образует еловые леса в Сибири и в приполярных и заполярных районах европейской части России, в редких случаях продвигаясь южнее (самое западное место обнаружения сибирской ели — остров Гогланд в Финском заливе), а также распространённую в лесах Дальнего Востока ель Глена и аянскую ель. Еловые леса в европейской части страны преобладают в Архангельской области, Республике Коми и Пермском крае, а также в ряде районов Северо-Запада и средней полосы России: к примеру, в Ленинградской области ель является основной лесообразующей породой в Волосовском, Кингисеппском и Подпорожском районах; также ель доминирует на западе Тверской и Московской областей. На Дальнем Востоке ельники преобладают в Приморском крае и ряде районов Сахалина.
Около 5,5 % лесопокрытой площади России занимают кедровые леса, образованные сибирской кедровой сосной. Распространены в таёжных районах Западной и на юге Восточной Сибири — лидируют по количеству кедровников Красноярский край, Тюменская и Иркутская области. В Приморском крае и на юге Хабаровского распространён корейский кедр.
Также в России распространены пихтовые леса. Преобладание пихтовых лесов наблюдается в Кемеровской области и ряде районов юга Красноярского края. Из видов пихты наиболее распространена пихта сибирская, произрастающая в Западной и на юге Центральной Сибири. На Кавказе встречается пихта Нордманна, на Дальнем Востоке — цельнолистная и белокорая пихты, на Сахалине и Курильских островах — пихта сахалинская.

#### Лиственные

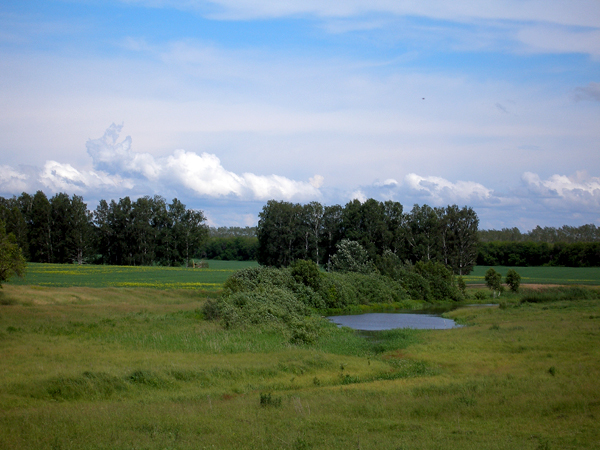
Берёзовые колки в Алтайском крае

Среди лиственных деревьев России наиболее распространённым в качестве лесообразователя является берёза. Площадь берёзовых лесов страны близка к сосновым. Основные виды берёзы в России — берёза повислая и берёза пушистая. Берёзовые леса достаточно равномерно распределены по территории России. В европейской части страны берёза является основной лесообразующей породой в средней полосе и ряде регионов Нечерноземья (Новгородская, Ярославская, Вологодская области). В значительной мере такая картина является следствием антропогенного воздействия, так как леса с преобладанием берёзы в большинстве случаев вторичны, и вырастают на месте рубок коренных хвойных лесов, постепенно снова замещаясь ими. В лесостепных районах Западной Сибири (Тюменская, Омская, Новосибирская области) берёзы занимают до 80 % покрытой лесами площади; в этом регионе распространены берёзовые колки — рощи на увлажнённых местах лесостепи.
В широколиственных лесах и лесостепях России доминирует дуб. Наибольшее распространение дубовые леса (дубравы) имеют в Черноземье (всего в европейской части России они занимают около 3,5 млн га), где наиболее распространённым видом является дуб черешчатый, частично на Северном Кавказе (основной вид — дуб скальный), а также на юге Дальнего Востока — в Приамурье и Приморье (около 2 млн га), где дубравы образованы преимущественно монгольским дубом. В европейской части России ареал дуба на север распространяется до южной части Нечерноземья (дуб широко распространён в Псковской области, но уже достаточно редко встречается в Ленинградской). При этом дубовые леса, занимающие наиболее плодородные участки земель, испытали сильный ущерб от сведения под пахотные земли, в процессе которого в течение около 30 веков на территории современной России было уничтожено, по данным различных исследований, около 100 млн га дубового леса.
В лесах Крыма и Северного Кавказа (преимущественно в Карачаево-Черкесии, Чечне и Ингушетии) широко распространённым лесообразователем является бук восточный. Плотность и распространение буковых лесов в этих регионах России также значительно снизились в результате хозяйственной деятельности человека. Однако на Кавказе сохранились буковые леса, не испытавшие антропогенного воздействия, и возраст древостоев в них может превышать 400 лет.

### Флора и фауна
При ограниченном списке основных лесообразующих пород леса России характеризуются достаточно широким биологическим разнообразием растительного и животного мира, которое возрастает в южных регионах с более тёплым климатом.
В хвойных и смешанных лесах России, помимо основных пород, распространён можжевельник, многие лиственные породы — осина, ива, тополь, ольха, рябина, липа, облепиха, в подлеске — кустарники, в том числе, дающие плоды и ягоды, которые повышают хозяйственное значение лесов: лещина, малина, боярышник, клюква, брусника, черника, морошка, вереск, багульник, рододендрон (распространён в Восточной Сибири и на Дальнем Востоке), орляк обыкновенный. В зоне широколиственных лесов и лесостепей возрастает количество лиственных пород деревьев: яблоня, груша, клён, вяз (в качестве лесообразующей породы распространён в Волгоградской области), каштан, абрикос и другие.
Разнообразие животного мира России в целом и её лесов в частности — взаимосвязано с растительным миром, и возрастает по мере движения в регионы с более тёплым климатом. В зоне тайги большинство животных (в особенности, хищных) обитает непосредственно в массивах леса, редко появляясь на открытых участках. Соответственно, распространение их пропорционально плотности лесов и обратно пропорционально степени освоения территории человеком. Из хищных млекопитающих в этой зоне распространены волк, медведь, лиса, росомаха, рысь, горностай. Из копытных — олень, лось, косуля (преимущественно сибирская, в ряде регионов Центральной России и Северо-Запада встречается европейская), кабан. Также распространены заяц, куница, соболь, ёж (в европейской части и Западной Сибири — обыкновенный и восточноевропейский, на юге Дальнего Востока — амурский), грызуны: белка, бурундук, различные виды мышей. Ряд животных имеет и крайне ограниченный ареал на территории России: манул в лесостепях Западной Сибири, шакал на Кавказе, амурский тигр, пятнистый олень и енотовидная собака на Дальнем Востоке. Из пресмыкающихся в лесах России распространены различные виды ящериц и змей (гадюки, ужи); при этом змеи мало распространены в бореальных лесах.

## История лесного хозяйства России

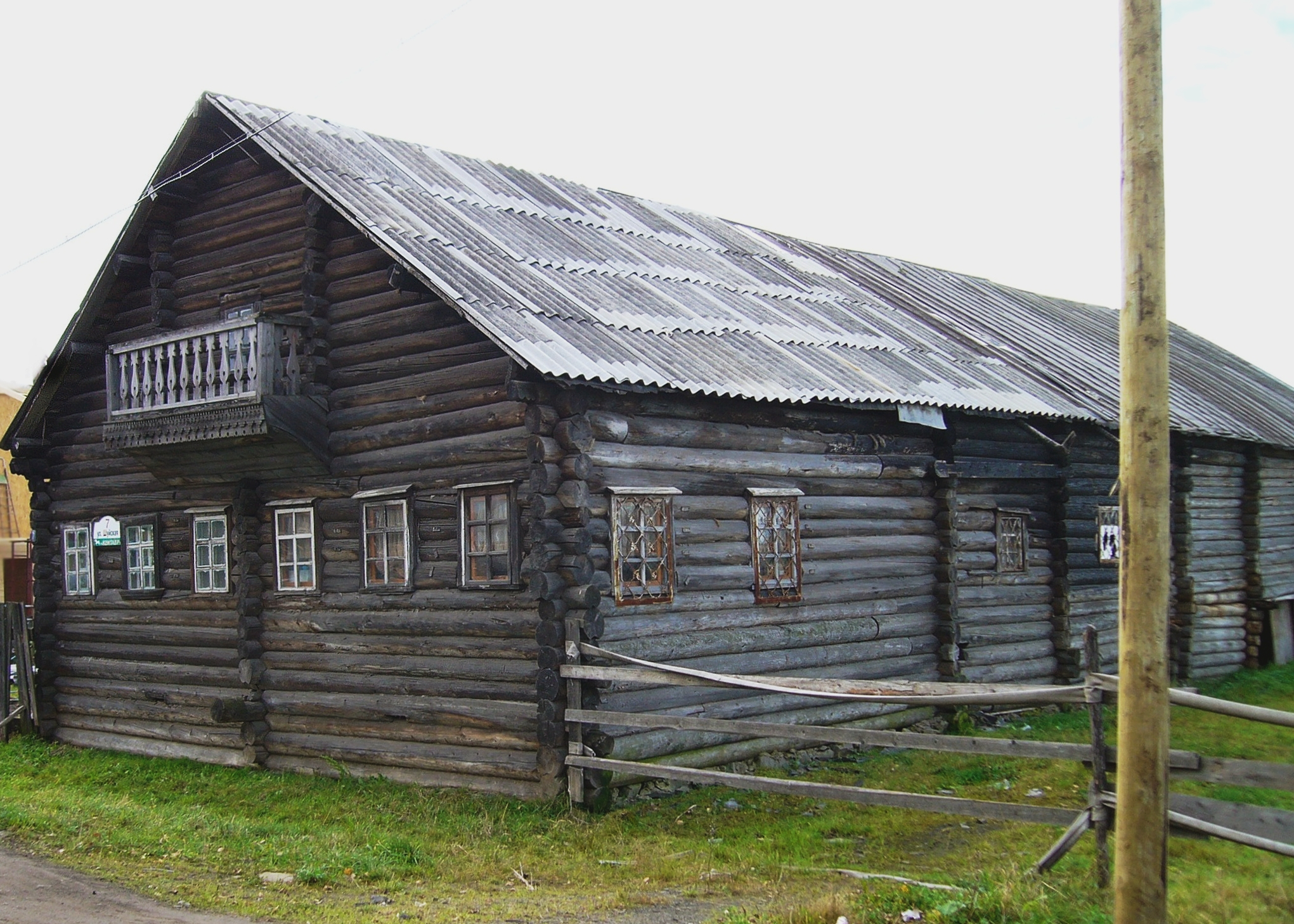
Деревянная срубная изба — традиционное жилище многих народов России

Хозяйственное использование лесов на территории России существовало с момента заселения её людьми. Освоение территории под сельскохозяйственные земли происходило преимущественно методом подсечно-огневого земледелия, при котором значительная часть лесов была уничтожена. В видовом составе наиболее пострадали дубовые леса, занимающие наиболее плодородные почвы. Параллельно с этим, по мере увеличения численности населения и развития строительства, возрастала потребность и в самой древесине в качестве стройматериала. При этом в допетровской России лесного хозяйства в качестве самостоятельной отрасли фактически не существовало. В исторических документах XVI—XVII веков не содержится точных сведений о количестве и площади лесных земель в стране. В начале XVIII века Пётр I издал серию указов, которые фактически закрепили право собственности на лес за государством, что исследователи связывают с развитием в этот период кораблестроения. В 1703 году был издан указ «Об описи лесов во всех городах и уездах от больших рек в сторону до 50, а от малых до 20 вёрст». В описываемых по этому указу лесах запрещалась рубка ряда пород деревьев без государственного разрешения. В 1712 году царь запретил самовольную рубку толстых сосновых лесов вдоль крупных рек, входящих в бассейн Невы (поскольку они являлись сплавными путями в Санкт-Петербург). Для контроля охраны лесов в 1722 году была создана вальдмейстерская служба. Всего Петром было издано около двухсот указов и инструкций в сфере лесного хозяйства. Они были нацелены преимущественно на изъятие из свободного обращения лесов, ценных для использования в нуждах государства, а также на учёт площади таких лесов, но кроме того, впервые в истории России сформировали лесное законодательство.
В 1798 году Павел I учредил Лесной департамент, включённый впоследствии в состав Министерства финансов. А в 1802 году Александр I утвердил первый в истории России Лесной устав. В этот период в стране развивается лесоводство и как научная дисциплина. В 1813 году был основан Санкт-Петербургский практический лесной институт, а в 1826 году издано положение «О новом устройстве лесной части», согласно которому в стране были созданы лесничества. Во второй половине XIX века в России происходит усиление вырубки лесов, которое было связано как с освобождением крестьян и перехода к ним лесов вместе с земельными наделами, так и с выкупом лесных земель купцами у обедневших дворян. В 1888 году при Александре III было издано «Положение о сбережении лесов», которое рассматривается как историческая основа российского законодательства о защите и восстановлении лесов. Параллельно с этим в стране развивалась лесная промышленность, связанная с массовым сведением лесов, а также культура лесопосадок и восстановления лесов на месте рубок. В конце XIX и начале XX веков в стране неоднократно проводились всероссийские съезды лесовладельцев и лесохозяев.
После Октябрьской революции в России была установлена государственная собственность на леса, что было закреплено изданным в 1918 году Декретом о лесах. В 1920-е годы в СССР была создана сеть лесхозов и леспромхозов. В последующие десятилетия, по мере индустриализации и увеличения масштаба вырубок, в стране сокращалась лесистость, а также процент девственных лесов, снижался средний возраст древостоев. В 1947 году было образовано, в 1953 упразднено, а в 1965 вновь образовано Министерство лесного хозяйства РСФСР. Параллельно с этим в советские годы развивалось природоохранное законодательство, в рамках которого было создано значительное количество заповедников и национальных парков, леса в которых стали охраняться от хозяйственного использования. В 1960-е годы была создана структура государственных комитетов по лесному хозяйству, управлявших лесным хозяйством страны. В 1980 году в СССР действовало 12 523 лесничества и 2 616 лесхозов и леспромхозов.
В постсоветские годы произошла приватизация предприятий лесной промышленности, а также произошли масштабные реформы лесного законодательства страны, которые привели к ослаблению государственного контроля за этой сферой и, по мнению значительного числа специалистов, усугубили хозяйственные и экологические проблемы лесов России.

## Лесная промышленность
Лесная промышленность и экспорт древесины играют значительную роль в российской экономике. На Россию приходится порядка 20 % лесов и 15 % мировой древесины (её запасы превышают 80 млрд м³). Удельный вес лесопромышленного комплекса в промышленном производстве России составляет около 4 %. Лесной сектор экономики обеспечивает около 1,4 % вклада в ВВП России, в нём занято порядка миллиона человек. За 2018 год общий объём выручки предприятий лесопромышленного комплекса составил 1,8 трлн рублей. Большинство предприятий ЛПК России сконцентрировано на территориях с наибольшей лесистостью — на севере европейской части страны и в Восточной Сибири. Лесопромышленная отрасль является ведущей в экономике ряда регионов — к примеру, в Карелии, Архангельской и Костромской областях. Предприятия лесопромышленного комплекса являются градообразующими для примерно 13 % российских моногородов. В зависимости от цикла переработки и глубины производства лесопромышленный комплекс России делится на предприятия лесозаготовки, деревообработки, целлюлозно-бумажные и лесохимические производства. По состоянию на 2017 год, в рейтинг 500 крупнейших по выручке российских компаний попали семь лесопромышленных: Группа Илим, Сыктывкарский ЛПК, Сегежский ЦБК, International Paper, Свеза, Архангельский ЦБК и Карелия Палп. Россия занимает второе место в мире по объёмам производства круглого лесоматериала (10 % от мирового), четвёртое (8 %) по производству пиломатериалов и восьмое (4 %) по производству целлюлозы.

### Лесозаготовки

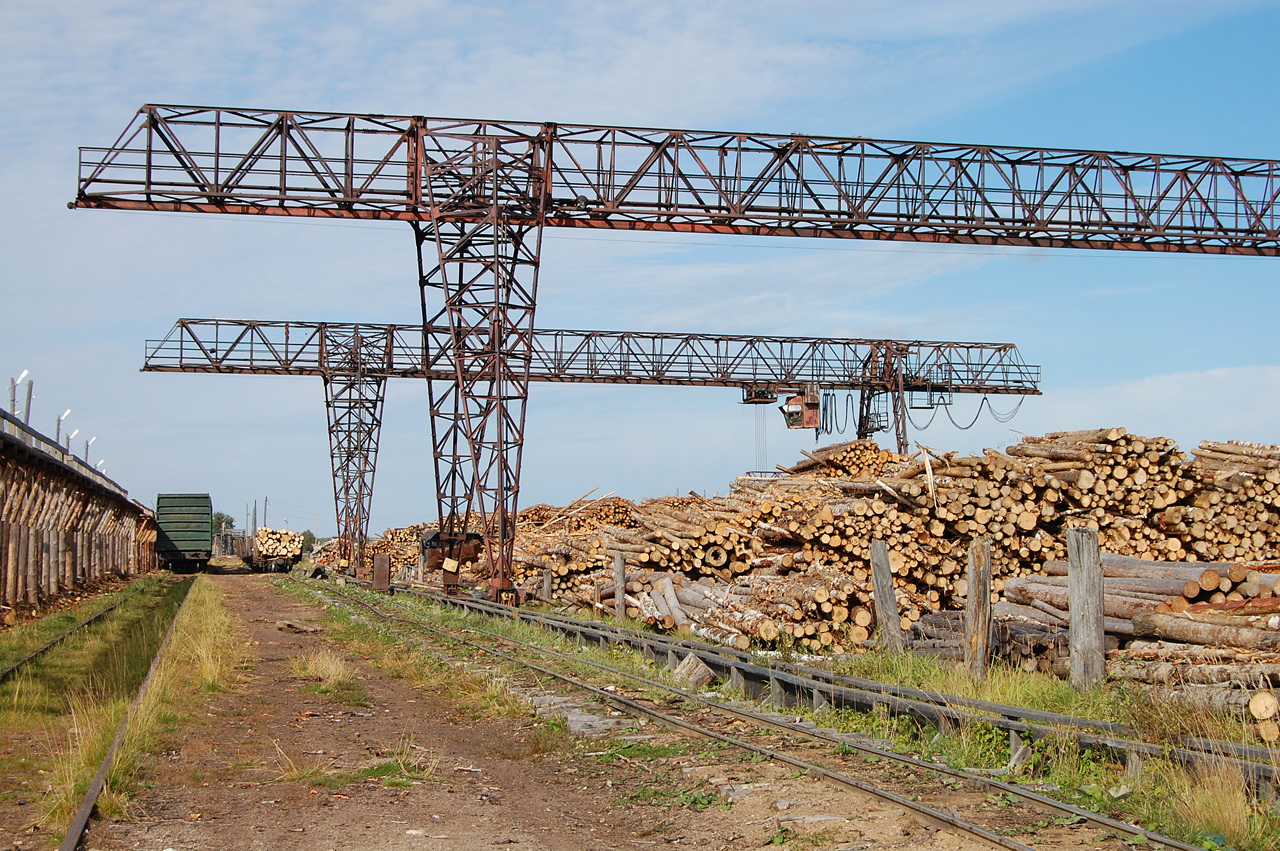
Заготовленная древесина на железной дороге в Архангельской области

Лесозаготовительная промышленность России включает в себя работы по непосредственно рубке леса, а также механическую обработку, транспортировку и перевалку древесины. Лесозаготовки осуществляются силами леспромхозов, отправляющих заготовленную древесину на перерабатывающие предприятия. Заготовленная древесина вывозится с лесосек преимущественно автотранспортом, а также по узкоколейным железным дорогам и путём лесосплава, который сейчас применяется достаточно редко, и преимущественно в труднодоступных районах.
За 2016 год в России было заготовлено 214 млн м³ древесины, из которых 187 млн м³ — хвойные породы. Этот показатель составляет 70 % от объёмов 1990 года, когда на территории РСФСР было заготовлено 304 млн м³. Значительный спад объёмов лесозаготовок произошёл в первой половине 1990-х годов. Впоследствии объёмы медленно росли, сменившись некоторым спадом в 2008—2009 годах, после 2010 года процесс увеличения объёмов заготовки леса ускорился. Одной из проблем лесозаготовительной промышленности России является преобладание экстенсивной модели лесопользования, при которой вырубаются преимущественно леса естественного происхождения, при этом расположенные вдоль основных транспортных путей. В районах с низкой транспортной доступностью и неразвитой сетью дорог (наиболее характерно для Восточной Сибири и Дальнего Востока) значительные площади лесов с потенциально ценной древесиной остаются неосвоенными. По этой причине доля Сибири и Дальнего Востока в общих объёмах лесозаготовок в России составляет лишь около 40 %, при расположении там 75 % запасов древесины. К 2030 году планируется увеличить объёмы заготовки леса в России до 286 млн м³ в год.

### Деревообработка
Деревообрабатывающая промышленность России составляет 38 % от лесопромышленного комплекса страны. Она представлена производствами механической или химико-механической обработки дерева и разделяется на несколько направлений: производство пиломатериалов; фанеры и шпона; древесных плит (древесно-стружечная, древесноволокнистая, ориентированно-стружечная); изготовление спичек; мебели; деревянных домокомплектов. В зависимости от глубины переработки продукция деревообрабатывающей отрасли изготовляется на лесопилках, деревообрабатывающих заводах и комбинатах, фанерных, спичечных и мебельных комбинатах. В России насчитывается более 30 тысяч организаций и предприятий деревообрабатывающей отрасли. За 2016 год в России было изготовлено 42,6 млн м³ пиломатериалов, что составляет 57 % от показателя 1990 года (75 млн), однако в два раза превышает объёмы начала 2000-х годов. Производство фанеры и древесных плит в России на данный момент превышает объёмы 1990 года, что связано с её более широким использованием: в 2018 году в стране было произведено 4,1 млн м³ фанеры (при 1,6 млн в 1990 году), 9,8 млн м³ ДСП (при 5,57 в 1990 году), 649 млн м² ДВП (при 418 тыс. в 1990 году) и 1 млн м³ ОСП. Мебели в России в 2018 году было произведено на общую сумму 189 млрд рублей.

### Целлюлозно-бумажная промышленность

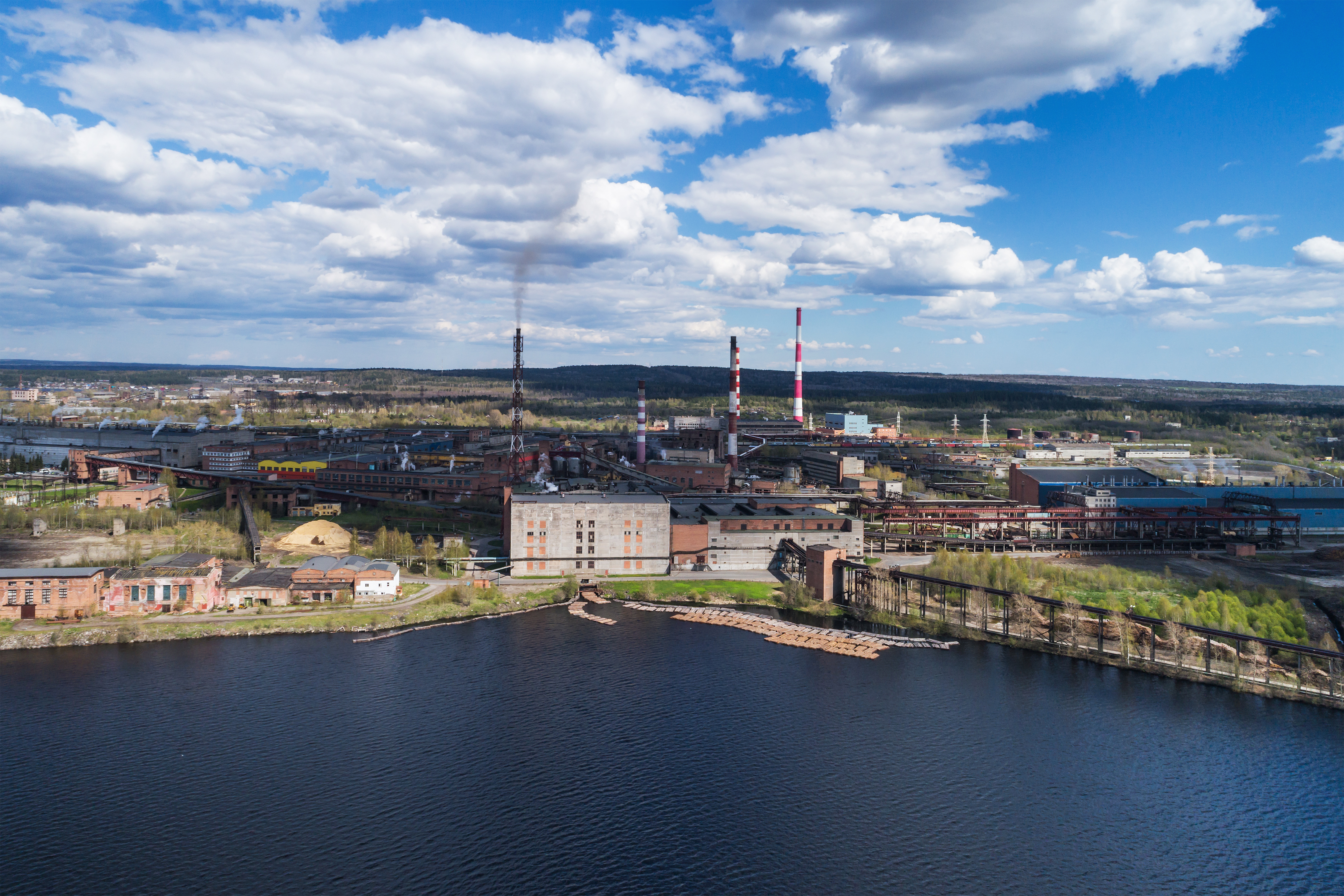
Кондопожский целлюлозно-бумажный комбинат

Целлюлозно-бумажная промышленность составляет около 45 % в структуре продукции лесопромышленного комплекса России. Именно в этой отрасли сформировались крупнейшие компании российского ЛПК. Большинство целлюлозно-бумажных предприятий России имеет полный цикл производства, и их продукцией являются целлюлоза, бумага различных типов и картон. Неполный цикл осуществляется также на бумажных и картонных фабриках. Крупнейшие предприятия целлюлозно-бумажной промышленности России располагаются в Сыктывкаре, Братске, Усть-Илимске, Коряжме, Новодвинске, Кондопоге, Сегеже, Светогорске, Балахне, Соликамске. Концентрация этих предприятий по регионам также соответствует лесистости территорий. Для ряда городов целлюлозно-бумажные предприятия являются градообразующими. За 2018 год в России было выпущено 8,6 млн тонн целлюлозы и 9,1 млн тонн бумаги и картона. В 2016 году производство бумаги и картона впервые превысило показатель 1990 года (8,3 млн тонн).

### Экспорт древесины
Россия является крупнейшим в мире экспортёром необработанного лесоматериала (круглого леса), её доля на мировом рынке экспортируемого леса составляет 16 %; по экспорту пиломатериалов Россия занимает второе место (18 %). Основная часть (59 % по состоянию на 2018 год) экспорта круглого леса из России приходится на Дальневосточный федеральный округ, второе место (14 %) занимает Северо-Западный, третье (9 %) — Сибирский. Основными потребителями российского круглого леса являются Китай и Финляндия, в меньшей степени — Швеция, Япония, Казахстан и Германия. При этом доля экспорта круглого леса из России имеет тенденцию к снижению, постепенно уступая экспорту обработанных лесоматериалов или готовой продукции с более высокой добавленной стоимостью, что специалисты связывают как с развитием деревообрабатывающей промышленности России, так и с введением заградительных пошлин на вывоз леса. В 2007 году Россия экспортировала 50,1 млн м³ круглого леса, что составляло 24 % от объёма лесозаготовок, а в 2018 году этот показатель составил 19,3 млн м³ (8 % от лесозаготовок). Значимый объём экспорта кругляка также связан с большим числом неконтролируемых нелегальных вырубок.
С середины 2000-х годов в России периодически обсуждается возможность введения временного долгосрочного запрета на экспорт необработанной древесины, что призвано как стимулировать деревообрабатывающую промышленность, так и защитить леса России от бесконтрольной вырубки. Многие эксперты считают такую меру неоправданной, предлагая обеспечивать более тщательный контроль вырубки леса, а также увеличивать сроки аренды лесных площадей.

## Хозяйственное использование недревесных и пищевых лесных ресурсов

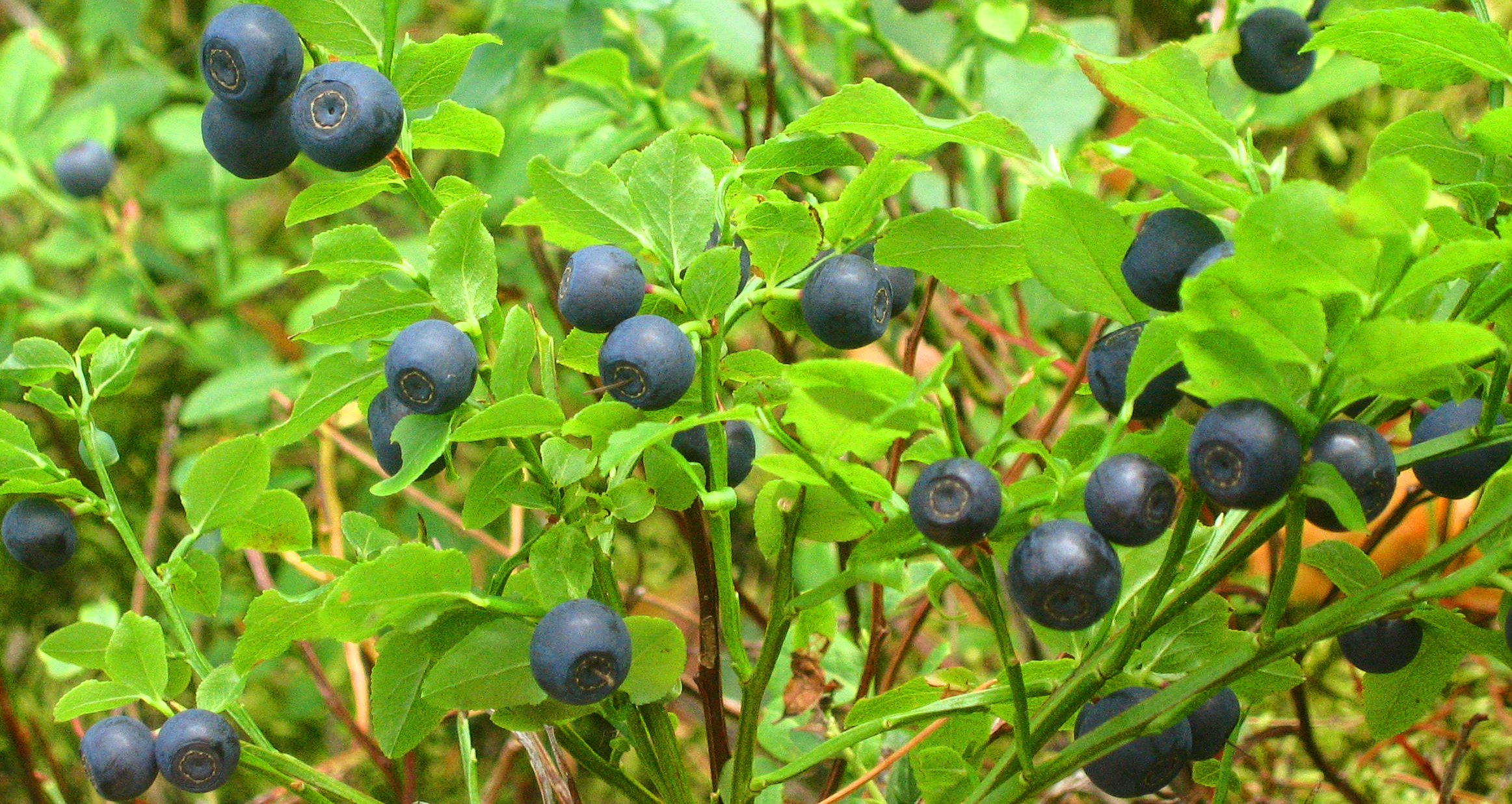
Черника — один из наиболее распространённых пищевых лесных ресурсов России

Значительную роль в хозяйственном использовании лесов России человеком играют пищевые и недревесные лесные ресурсы. К пищевым относятся растущие в лесах дикие ягоды, фрукты, орехи, грибы, берёзовый сок. Также сбор лекарственных растений, использование лесов в сельскохозяйственных целях (выпас скота), а также охотничье хозяйство. Сбор пищевых лесных ресурсов в России широко осуществляется как индивидуально (для собственных нужд), так и в промышленных масштабах. Ряд исследователей определяет общий запас дикоросов на территории России в 14,5 млн тонн, из которых 2847 тыс. тонн ягод, 1098 тыс. тонн кедровых орехов, 4524 тыс. тонн съедобных грибов. Лесные медоносные деревья (липа, ива, клён) используются в качестве источника нектара и пыльцы в пчеловодстве. На 2016 год в России для заготовки пищевых лесных ресурсов и сбора лекарственных растений было передано в аренду 342 лесных участка общей площадью 2 млн га.
Также распространено хозяйственное использование недревесных (то есть побочных, не связанных с рубкой) ресурсов. К ним относится кора, еловый лапник (используется в сельском хозяйстве для защиты растений от холода), хворост и валежник (используются в качестве топлива), живица (используется для изготовления масел и лекарственных средств), шишки (кедрового ореха заготавливается около 40 тыс. тонн). Из стволов берёзы (преимущественно повислой и пушистой) добывается берёзовый сок. Общий запас берёзового сока на территории России оценивается в 875 млн тонн. Также существуют предприятия по производству кленового сиропа (крупнейшее расположено в Пензенской области). Большая часть недревесных ресурсов (42,4 %) сконцентрирована в Сибирском федеральном округе, 21,7 % — в Уральском, и 15,5 % — в Северо-Западном. Зачастую суммарная стоимость недревесных ресурсов превышает стоимость древесины на той же площади, однако в России на данный момент при передаче в аренду лесозаготовителям лесных участков в их стоимость включается, как правило, только стоимость древесины, без учёта недревесных ресурсов. При лесозаготовке они просто уничтожаются. В результате значительно снижается реальная доходность лесных участков, сдаваемых в рубку.

## Лесное законодательство
Основой российского законодательства в сфере лесов и лесопользования является Лесной кодекс Российской Федерации. Лесной кодекс определяет понятия леса, лесных и нелесных земель, участников лесных правоотношений, регулирует право собственности и пользования лесными участками и древесиной. Действующий ныне лесной кодекс принят в 2006 году, впоследствии в него неоднократно вносились поправки.
Большинство лесов России относится к землям лесного фонда — за исключением лесов на территории городских поселений, землях обороны и древесно-кустарниковой растительности на землях сельскохозяйственного назначения, транспорта, населённых пунктов и иных категорий. Земли лесного фонда разделяются на лесные земли — территории, покрытые лесом, либо предназначенные для лесовосстановления (вырубки, гари, прогалины), а также нелесные земли — земли, необходимые для освоения лесов (дороги, просеки) и неудобные для использования (болота, каменистые россыпи). Земли лесного фонда России находятся в федеральной собственности и состоят из лесничеств и лесопарков. При этом действующий лесной кодекс значительно ограничивает права и полномочия федерального центра на использование, воспроизводство, охрану и защиту лесов, передавая основную их часть субъектам Российской Федерации. Эти положения кодекса часто критикуется экспертами, так как ослабляют централизованный контроль за лесами и увеличивают риски злоупотребления полномочиями со стороны региональных властей под давлением лесопромышленного лобби. Всё это создаёт угрозу сохранности и рациональному использованию лесов России. Каждое лесничество и лесопарк имеет свой лесохозяйственный регламент, который утверждается региональными органами власти. Федеральные власти при этом уполномочены устанавливать общие положения лесных отношений: правила заготовки всех видов лесных ресурсов, перечень деревьев и растений, заготовка ресурсов которых не допускается, правила пожарной и санитарной безопасности в лесах, составлять государственный лесной реестр, проводить государственную инвентаризацию лесов.
С целью промышленного использования лесов (в первую очередь, заготовки лесных ресурсов) лесные участки могут предоставляться в аренду. При этом арендатор обязан самостоятельно обеспечивать санитарную и противопожарную профилактику леса, а также меры по воспроизводству лесов. Граждане имеют право свободного посещения лесов (временные ограничения могут накладываться для обеспечения пожарной и санитарной безопасности, либо обеспечения безопасности граждан на время проведения работ), а также сбора и заготовки для личных нужд дикоросов (за исключением растений, включённых в Красную книгу) и недревесных лесных ресурсов; с 2019 года разрешён свободный сбор валежника (который до этого приравнивался к древесине). Заготовка древесины гражданами для собственных нужд возможна при наличии разрешения, за исключением лесов, расположенных в зоне расселения коренных малочисленных народов Севера, Сибири и Дальнего Востока, представители которых имеют право на бесплатную лесозаготовку для собственных нужд в пределах установленных нормативов.
По целевому назначению леса, расположенные на землях лесного фонда, подразделяются на защитные (имеющие особую экологическую ценность, либо научное или историческое значение, лесополосы вдоль дорог), эксплуатационные и резервные. В защитных лесах запрещено создание лесоперерабатывающей инфраструктуры, значительно ограничена, а в ряде случаев запрещена рубка. Эксплуатационные леса подлежат освоению в целях получения древесины и других лесных ресурсов с обеспечением сохранения полезных функций лесов. К резервным отнесены те леса, в которых не планируется осуществление лесозаготовок в течение ближайших 20 лет.
Незаконно заготовленные древесина и прочие лесные ресурсы подлежат конфискации. Российское законодательство предусматривает административную ответственность за самовольное занятие лесных участков (статья 7.9 КоАП РФ), нарушение правил использования лесов в части заготовки лесных ресурсов (статьи 8.25 и 8.26), требований лесного законодательства по воспроизводству лесов и лесоразведению (статья 8.27), правил санитарной и пожарной безопасности в лесах (статьи 8.31 и 8.32), а также непредставление сведений или представление недостоверных сведений о пожарной опасности и лесных пожарах в уполномоченный орган исполнительной власти (статья 19.7.14). За незаконную рубку леса, либо его повреждение и уничтожение, в зависимости от объёма и последствий, предусмотрена как административная ответственность (статья 8.28 КоАП РФ), так и уголовная (статьи 260 и 261 УК РФ, предусматривающие наказание до четырёх лет лишения свободы).

## Охрана лесов России

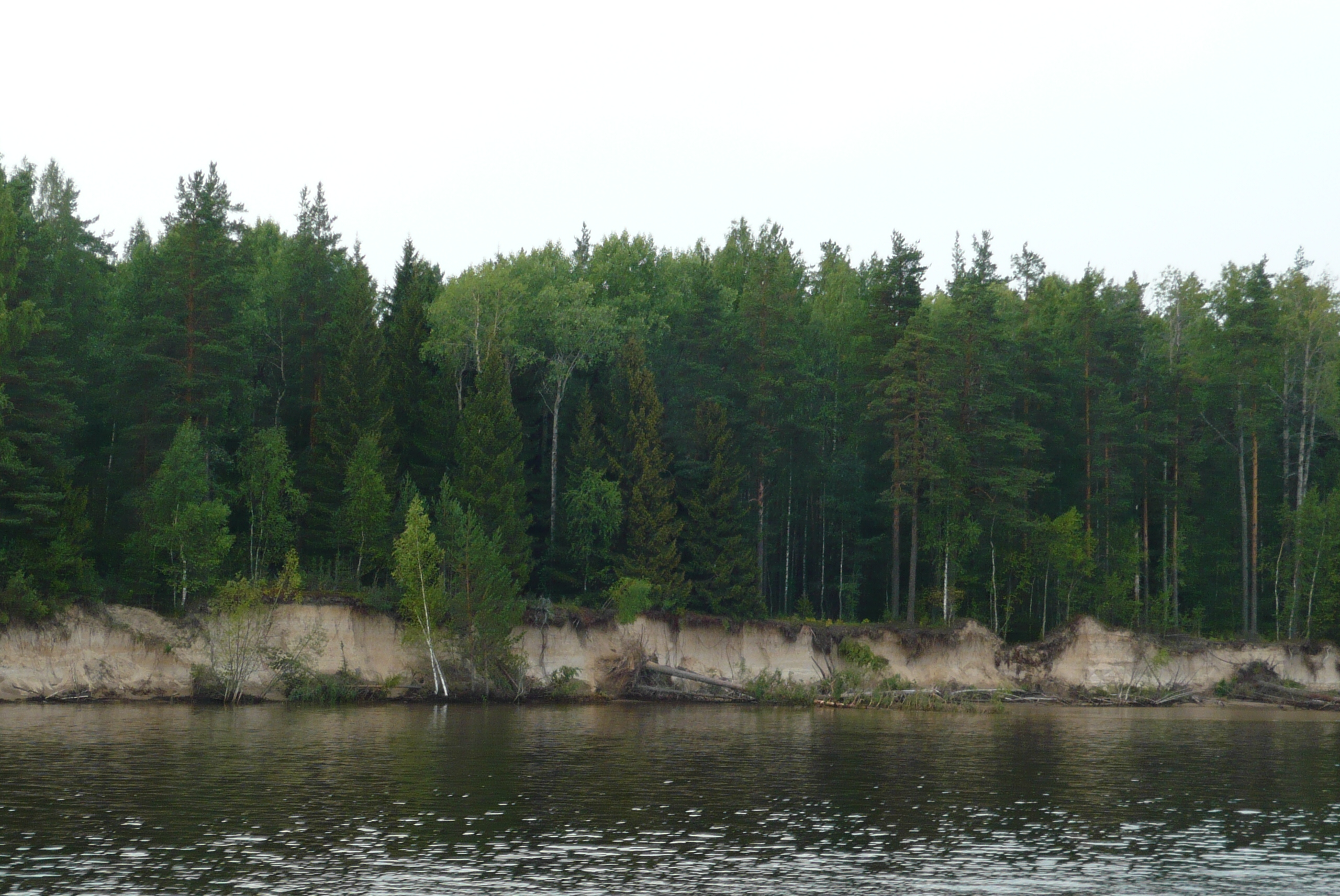
Нижне-Свирский заповедник в Ленинградской области

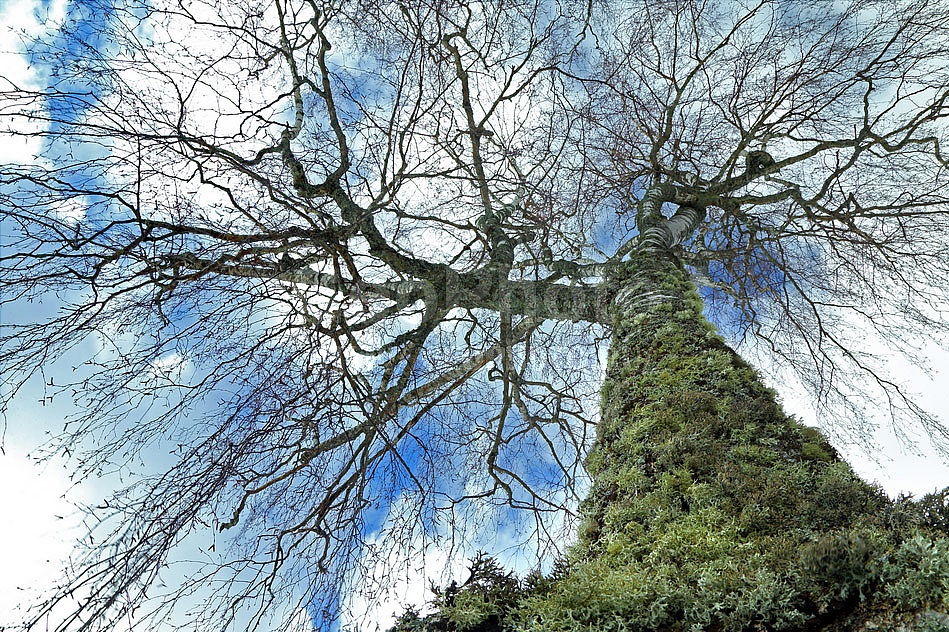
В заповеднике «Кологривский лес» в Костромской области

Согласно Лесному кодексу России, часть земель лесного фонда отнесена к защитным лесам, в которых промышленная хозяйственная деятельность сведена к минимуму, либо полностью исключена. По состоянию на 2018 год, защитные леса в России занимали 283 127,7 тыс. га. К защитным лесам относятся полосы лесов вдоль рек, озёр, водохранилищ и прочих водоёмов; лесополосы вдоль дорог; ленточные боры; леса на степных, полупустынных и малолесных горных территориях; притундровые леса; леса зелёных зон поселений и хозяйственных объектов; памятники природы; леса, имеющие научное или историческое значение; леса государственных природных заповедников, национальных парков и природных парков. В защитных лесах запрещено создание лесоперерабатывающей инфраструктуры, а сплошные рубки допускаются только в случае, если выборочные не обеспечивают замену лесных насаждений. Защитные леса делятся на четыре категории: леса, расположенные на особо охраняемых природных территориях; леса, расположенные в водоохранных зонах; леса, выполняющие функции защиты природных и иных объектов; ценные леса. К числу ценных относятся опушки лесов, граничащих с безлесными пространствами; постоянные лесосеменные участки; участки лесов с наличием реликтовых и эндемичных растений; места обитания редких и находящихся под угрозой исчезновения животных.
Значительную роль в охране лесов России играют особо охраняемые природные территории, в числе которых заповедники, национальные парки, природные парки, природные заказники и памятники природы. В большинстве случаев причиной взятия лесов под охрану в качестве ООПТ является уникальность их экосистемы и биологического разнообразия (произрастание редких деревьев, обитание редких животных, либо, к примеру, сезонное гнездование птиц), сочетание лесов с уникальными геологическими ландшафтами, а также минимальные следы антропогенного воздействия, либо вообще отсутствие таковых. Так, к примеру, в состав Печоро-Илычского заповедника и национального парка «Югыд ва» в Республике Коми входит ООПТ «Девственные леса Коми», где расположен один из крупнейших сохранившихся в Европе первичных массивов бореальных лесов северной тайги. В Костромской области с 2006 года существует заповедник «Кологривский лес», в котором сохраняются коренные темнохвойные южнотаёжные леса с древостоями в возрасте 300—400 лет, включающими эндемичную кологривскую ель. Ряд заповедников (к примеру, Нижне-Свирский в Ленинградской области) основной целью имеют сохранение фауны, либо сохранение типичных для региона лесов, в том числе, испытавших антропогенное воздействие (к примеру, Приокско-Террасный). Ряд заповедников (Кроноцкий, Курильский) сохраняют уникальные для России лесные массивы, отсутствующие в других местах.

## Проблемы лесов России

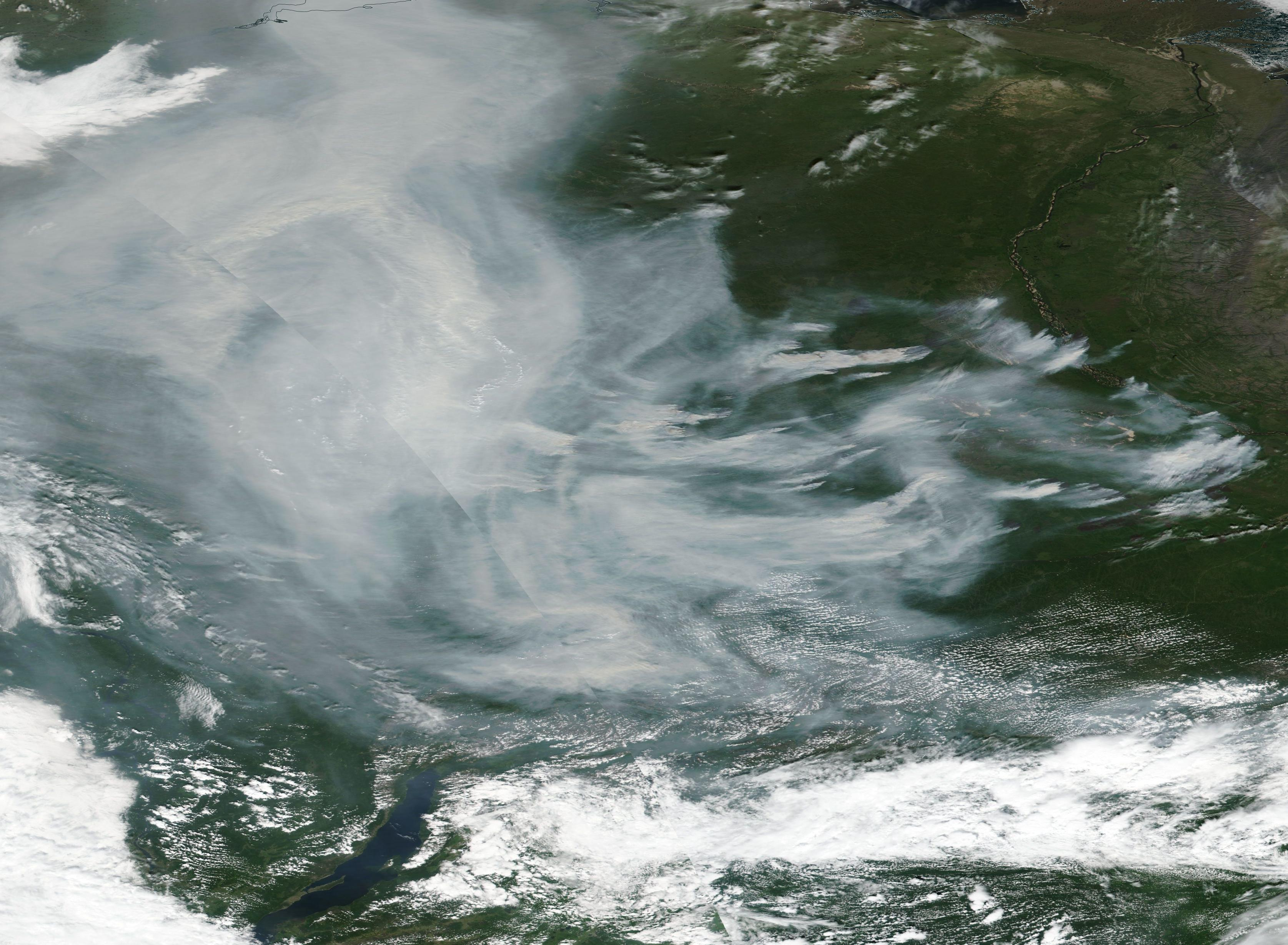
Снимок из космоса от 29 июля 2021 года рекордных в истории человечества лесных пожаров в России в 2021 году

Состояние лесов России, их использование и лесная промышленность сталкиваются с рядом проблем, которые могут иметь как антропогенное происхождение, так и естественное (в том числе, обусловленное антропогенным). К таковым относятся незаконные рубки леса и связанные с ним незаконные лесозаготовки и экспорт древесины, лесные пожары. Эти факторы наносят ущерб и лесным экосистемам, с дальнейшими последствиями для состояния окружающей среды, и экономике — в виде уничтожения ценных лесных ресурсов и недополучения прибыли. По ряду оценок, Россия ежегодно теряет до 1 трлн рублей недополученной прибыли из-за проблем лесов. Из-за лесных пожаров в России в 2021 году к 16 августу 2021 года выгорело более 17 млн гектаров леса — это максимум за все годы спутниковых наблюдений за Землёй (с конца XX века). Впервые в истории человечества (как минимум с появления спутникового наблюдения) дым от лесных пожаров достиг Северного полюса.

### Упадок лесного хозяйства
В 1990-е годы, при общем ухудшении социально-экономической ситуации в России, а впоследствии и после принятия в 2006 году нового Лесного кодекса, в стране снизились объёмы финансирования лесного хозяйства, что постепенно привело к массовому сокращению штатов сотрудников этой отрасли. Фактически упразднена существовавшая с советского времени система государственной лесной охраны и государственных инспекторов, а также лесхозы. Кроме того, значительная часть прав и обязанностей в сфере лесопользования, включая обеспечение пожарной и санитарной безопасности, переложено с федеральной власти на региональные, а также на арендаторов, которые получили право сдачи лесных участков в субаренду. По мнению многих экспертов, столь сильное снижение государственного контроля создаёт угрозу для лесов и лесных ресурсов и зачастую порождает более глубокие проблемы, когда арендаторы получают возможность скрывать нарушения при рубке и заготовке леса.
Кроме того, в России широко применяются устаревшие методы ведения лесного хозяйства. В частности, экстенсивный метод лесозаготовок, при котором заготавливается преимущественно древесина из лесных массивов, выросших естественным путём, вследствие чего в стране не развита культура лесовосстановления. Это негативно сказывается как на эффективности лесозаготовительной промышленности России, так и на экологическом состоянии её лесов.

### Незаконная рубка
Ежегодно в России фиксируется множество случаев незаконной рубки леса, либо рубки с нарушением правил. Исследователи рассматривают проблему «чёрных лесорубов» как одну из наиболее масштабных в лесном хозяйстве и значительную — для вообще российской экономики. Данные об экономическом ущербе от незаконной вырубки российских лесов значительно разнятся — от 11—15 млрд рублей в год по официальным оценкам до 100 млрд рублей в год по оценкам экспертов Общероссийского народного фронта, сделанным в результате исследования, проведённого в 2018 году; при этом около половины этой суммы приходится на отсутствие восстановления леса арендаторами. По оценкам Всемирного фонда дикой природы, доля незаконно вырубленного леса в России может достигать до 20 % от общего объёма вырубок.
Наиболее распространённая методика незаконной вырубки леса — имитация санитарных рубок, при которой под видом очистки лесных массивов от больных деревьев вырубаются здоровые и ценные; зачастую при этом может происходить сплошная рубка, а в качестве санитарной она указывается только в отчётных документах. Также существует практика вырубки лесов якобы для расчистки под сельскохозяйственные угодья, которые на деле после вырубки не используются. Нередко арендаторы лесных участков осуществляют рубку, не имея лицензии, либо вырубают лес и за пределами арендованного участка, не выполняют обязательства по лесовосстановлению. В ряде случаев арендаторы сдают лесные участки в субаренду третьим компаниям, которые проводят рубку, превышающую допустимые объёмы, а арендатор затем выкупает у компании всю древесину, таким способом избегая юридической ответственности. Нелегально вырубленный лес зачастую также нелегально экспортируется в виде кругляка. Основным его получателем (как и легально экспортируемого леса) является Китай. В регионах Восточной Сибири и Дальнего Востока незаконные рубки нередко осуществляются китайскими компаниями, не отчисляющими налоги в российский бюджет.
В целях борьбы с незаконной рубкой леса на государственном уровне неоднократно высказывались предложения о реформировании лесного хозяйства с восстановлением прежде существовавших функций государства в деле контроля за отраслью, а также о введении эмбарго на экспорт круглого леса. В 2019 году такое предложение поддержала председатель Совета Федерации Валентина Матвиенко, заявившая, что «практически вся лесная отрасль России находится в „теневом секторе“». Однако многие эксперты утверждают, что такие меры не решат проблему, а способны будут её усугубить — как из-за юридических сложностей во взаимодействии России с международными организациями, так и из-за риска ухода в теневую сферу ещё большего числа лесозаготовительных компаний и возникновения новых коррупционных схем в этой сфере.
Незаконную вырубку лесов в России часто связывают с лесными пожарами, часть из которых, с высокой степенью вероятности, является следствием преднамеренных поджогов для сокрытия незаконных вырубок или нарушений при их проведении.

### Лесные пожары

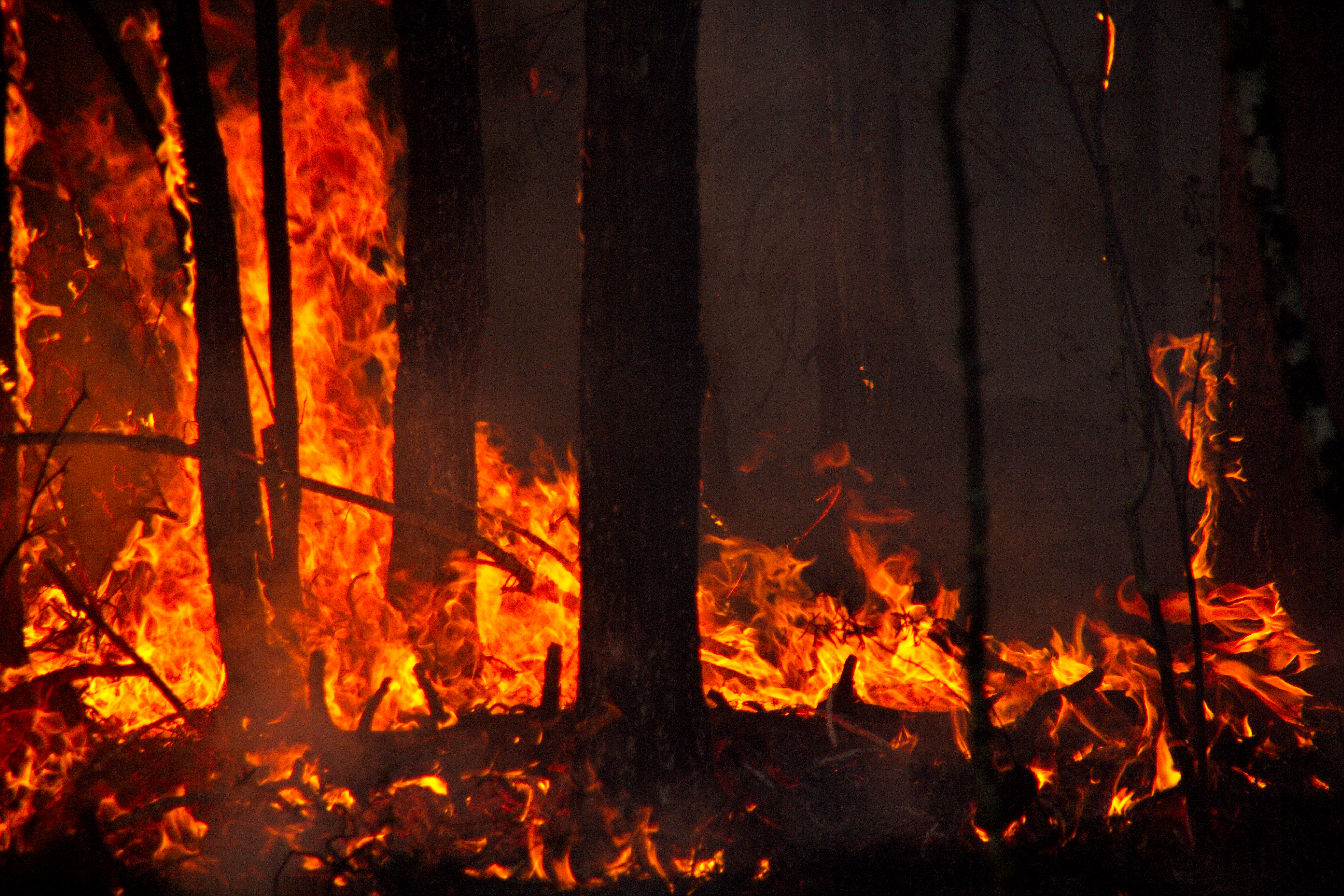
Лесной пожар в Ханты-Мансийском автономном округе в 2012 году

На территории России ежегодно регистрируется от 10 до 35 тысяч лесных пожаров, охватывающих площади от 0,5 до 2,5 млн га. При этом неофициальные оценки учёных, полученные, в том числе благодаря аэрофотосъёмке, могут достигать цифры в 8 млн га. По данным Росстата, за период с 1992 по 2018 год в России произошло около 635 тысяч лесных пожаров. По количеству очагов возгорания рекордным был 2002 год (43 418 очагов), а по охваченной пожарами площади — 1998, когда горело 2497 тыс. га леса. Сильнее всего от пожаров в России страдают бореальные леса. Большинство пожаров происходит в тёплое время года (с апреля по октябрь), как правило, в длительно сухую погоду, что показывает связь лесных пожаров с сезонными климатическими факторами. По той же причине большинство лесных пожаров в России происходит в густо покрытых лесом регионах, для которых характерно тёплое и достаточно сухое лето — в основном, это регионы Южной и Восточной Сибири. Часть лесных пожаров имеет естественное происхождение и является нормальным процессом, способствующим обновлению лесов и поддержанию природных экосистем, и в таких случаях вред от лесных пожаров выражается в опасности для живущих рядом людей, в ущербе для лесной отрасли (однако значительная часть пожаров происходит в труднодоступных местах, где лесозаготовки, как правило, не ведутся) и с расходами на тушение пожаров, расчистку горелых площадей и восстановление леса. Средний размер ущерба, наносимого лесными пожарами, оценивается примерно в 20 млрд рублей ежегодно, при этом ущерб от непосредственно уничтожения лесных ресурсов пожарами составляет меньше половины этой суммы. Лесные пожары являются основной причиной гибели лесов России (около 60 % общей площади усыхания лесов).
Большинство лесных пожаров в России, по данным МЧС, происходит по вине человека: от непотушенных костров или сигарет, выброшенных в лесу, перехода на лес огня от весенних палов травы или горящих зданий. Во время сухой погоды возрастают риски возникновения пожаров из-за этих факторов. В ряде случаев лесные пожары в России происходят в результате преднамеренных поджогов «чёрных» лесорубов.
В июле—сентябре 2010 года, из-за аномальной жары в европейской части России, от пожаров сильно пострадали леса Центральной России и Поволжья. Тогда было зафиксировано 34 812 очагов возгорания, от пожаров и смога пострадали 17 регионов. Широкий масштаб лесные пожары в России получили также в 2011 году (21 074 очага) — преимущественно, в Иркутской области, Бурятии, Забайкалье, Якутии, Хабаровском крае, Архангельской области и Республике Коми; в 2019 году в Центральной и Восточной Сибири, когда площадь лесных пожаров превысила 2 млн га. Пожары 2019 года вызвали достаточно широкий общественный резонанс. После них Минприроды России направило в правительство предложения об изменениях лесного законодательства, предусматривающих возврат в компетенцию федеральных властей части функций по контролю за лесным хозяйством.

### Вредители леса
Важной проблемой российских лесов являются насекомые-вредители. Они ответственны примерно за 20 % погибших лесов. Площадь очагов массового размножения вредителей и распространения болезней леса в России составляет от 300 тыс. до 2 млн га в год. Большинство вредителей леса, распространённых в России, относится к группе жуков-короедов, которые питаются тканями древесных стволов, что приводит к болезням и гибели деревьев. Наиболее опасными для лесов видами являются короед-типограф, распространённый в Сибири и на Дальнем Востоке, а в качестве инвазивного вида встречающийся в Средней полосе и на Северо-Западе, а также уссурийский полиграф, естественный ареал которого приходится на южную часть Дальнего Востока (включая Сахалин и Курильские острова), а в качестве инвазивного вида он широко распространился в Южной Сибири и ряде регионов Урала и европейской части России. Также распространены розанная узкотелая златка (преимущественно в Центральной России), непарный шелкопряд (на Урале и в Западной Сибири), рыжий сосновый пилильщик (распространён в лесах лесостепной зоны).
Широкое распространение вредителей леса специалисты связывают с целым рядом причин: лесные пожары, при которых популяции насекомых массово мигрируют, спасаясь от огня; массовые рубки леса без последующего восстановления, после которых насекомые ищут новую кормовую базу; случайные инвазии насекомых при перевозке древесины в другие регионы; климатические изменения, при которых ареалы насекомых могут постепенно смещаться в сторону более холодных регионов. В настоящее время в России не развита эффективная система наблюдения за распространением вредителей леса. В частности, в постсоветские годы значительно снизилось количество авиационных обработок лесов средствами борьбы с вредителями. Кроме того, нередко допускаются нарушения правил проведения санитарной рубки.

## Отражение в культуре

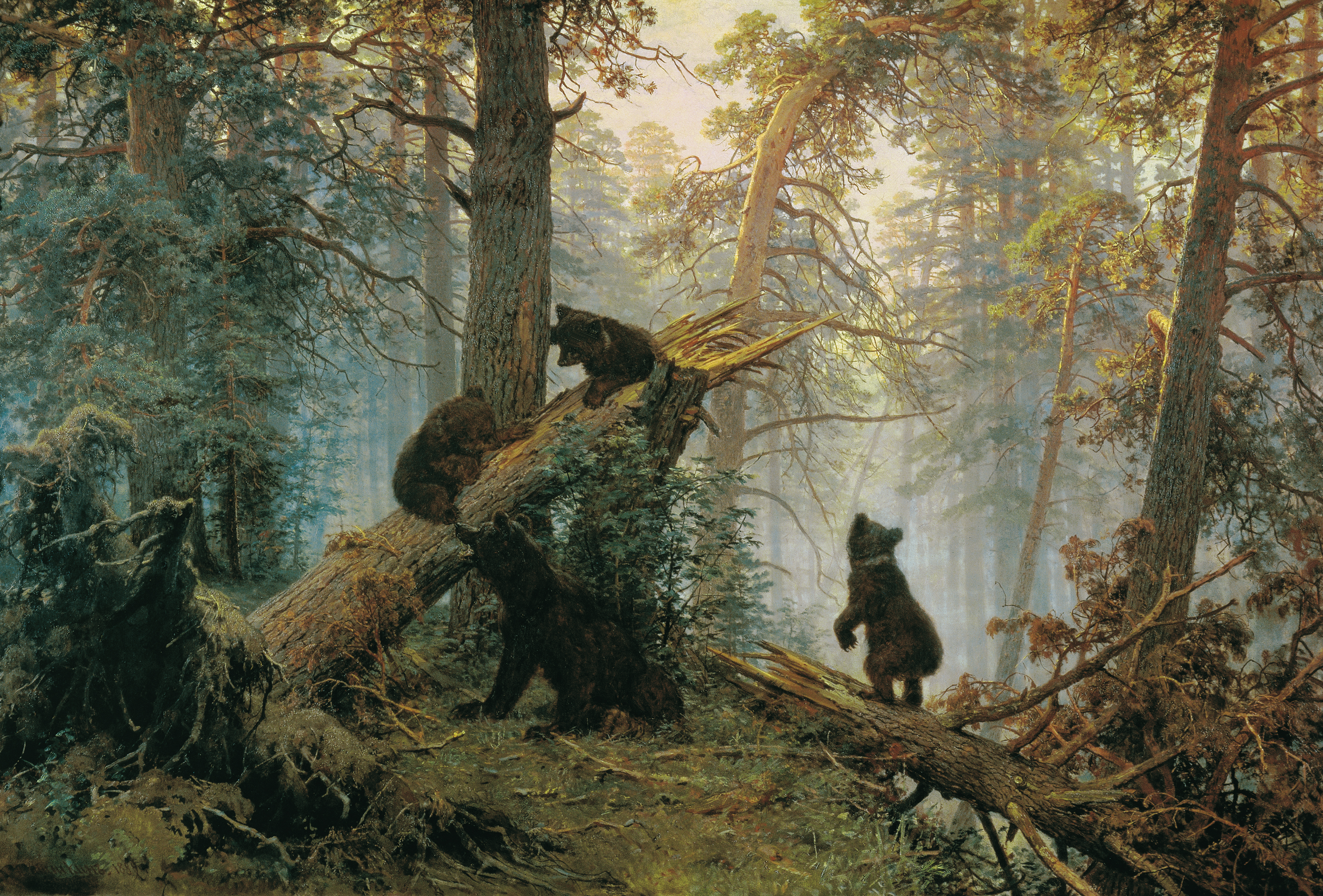
«Утро в сосновом лесу» (Иван Шишкин, Константин Савицкий, 1889 год)

Высокая лесистость территории России оказала существенное влияние на культуру русских и ряда других народов России. Выражается это как в материальной культуре, где древесина является традиционным материалом для строительства и изготовления многих предметов быта, так и в нематериальной. Лес в русской народной культуре и фигурирует как укрытие, и, в то же время, ассоциируется с опасностью и враждебными для человека силами. Однако образ Лешего мог наделяться как отрицательными, так и положительными качествами. Многие персонажи русских сказок являются обитателями леса (к примеру, Баба Яга). С приходом на Русь христианства традиционные мифологические представления о лесе переплелись с православной культурой, в которой русский лес нередко играет роль места для молитвы и аскетического уединения.
Леса России нередко находят отражение в произведениях русской литературы. Во многих из них, по мнению литературоведов, леса фигурируют в качестве метафорического отражения тех или иных смыслов — к примеру, в поэзии Александра Пушкина, Евгения Баратынского, Петра Вяземского, Фёдора Тютчева, Константина Бальмонта. Произведения многих писателей и поэтов посвящены и непосредственно природной тематике, в том числе лесам. Такого рода литературные описания леса часто встречаются в произведениях Ивана Тургенева, Ивана Бунина. Множество литературных произведений, посвящённых лесам России, создали Михаил Пришвин и Константин Паустовский.
Значительное отражение леса России нашли также в живописи. Выдающиеся произведения, изображающие лес, были созданы художниками второй половины XIX—начала XX веков. Среди них Иван Шишкин, картины которого стали одним из узнаваемых образов русского леса, Исаак Левитан, Василий Поленов, Василий Суриков. Пейзажи с лесами России часто встречаются и среди работ современных художников.